# Clemensia clathratat
Clemensia clathratat là một loài bướm đêm thuộc phân họ Arctiinae, họ Erebidae.